# Herb Strzelec Krajeńskich
Herb Strzelec Krajeńskich – jeden z symboli miasta Strzelce Krajeńskie i gminy Strzelce Krajeńskie w postaci herbu. Godło herbowe znane jest z XIV-wiecznych pieczęci miejskich.

## Wygląd i symbolika
Herb przedstawia na czerwonej tarczy herbowej biały ceglany blankowany mur miejski z otwartą bramą. W czarnym prześwicie bramy widnieje lilia z trzema białymi kwiatami na zielonej łodydze, z czterema liśćmi po prawej i czterema po lewej stronie łodygi; dwa najniżej umieszczone liście są nieco mniejsze od pozostałych sześciu. Ponad mur wystają trzy białe baszty, nakryte stożkowatymi, błękitnymi daszkami, każda o dwóch otworach strzelniczych w układzie jeden obok drugiego. Środkowa baszta jest nieco większa od dwóch pozostałych.